# Malawi
Pour les articles homonymes, voir Malawi (homonymie).
Ne doit pas être confondu avec Marawi.
République du Malawi
(en) Republic of Malawi 
(ny) Dziko la Malaŵi 
Le Malawi, en forme longue la république du Malawi (en anglais Republic of Malawi, en chewa Malaŵi, ou Nyassaland jusqu'en 1964), est un État situé en Afrique australe, entre le Mozambique, la Zambie et la Tanzanie. Sans débouché sur la mer, il est baigné par le lac Malawi, ou Nyassa, troisième lac d’Afrique par sa superficie, qui couvre environ le cinquième de la superficie du pays et dans lequel affluent huit rivières principales et des centaines de petits cours d’eau.
En 1891, le territoire est colonisé par le Royaume-Uni comme le protectorat britannique d'Afrique centrale avant d'être renommé le Nyassaland en 1907. En 1953, le Nyassaland est intégré à la fédération de Rhodésie et du Nyassaland jusqu'à la dissolution de cette dernière en 1963. L'année suivante, le pays est renommé le Malawi et obtient son indépendance, en tant que royaume du Commonwealth, sous le mandat du premier ministre Hastings Kamuzu Banda. En 1966, ce dernier devient président en transformant le pays en république présidentielle. À partir du début des années 1970, Banda dirige le pays en tant que président à vie d'une dictature répressive à parti unique. En 1993, le multipartisme est instauré et Banda est battu aux élections générales de 1994. Depuis, le pays continue à éprouver des transitions pacifiques du pouvoir.
Des ethnies bantoues représentent la quasi-totalité de la population. Les langues officielles sont l'anglais et le chichewa.

## Toponymie
L’origine du nom « Malawi » est attribuée, sans certitude, à celui du lac en langue bantoue ; ce nom évoquerait le scintillement du Soleil lorsqu’il se lève sur le lac, représenté sur le drapeau du pays, ou encore serait dérivé du nom d’une population du sud du pays.

## Géographie

### Géographie physique

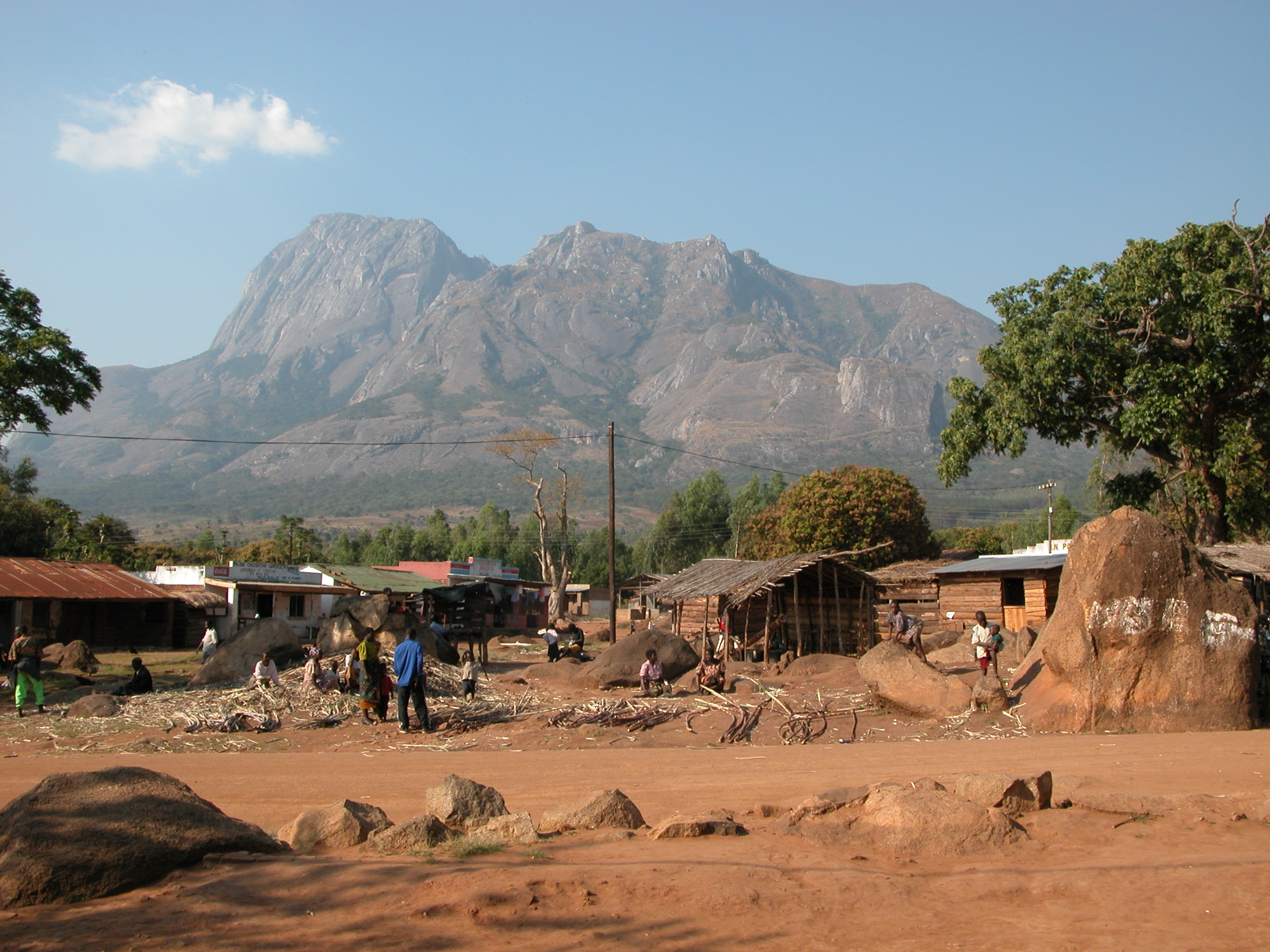
Le massif Mulanje.

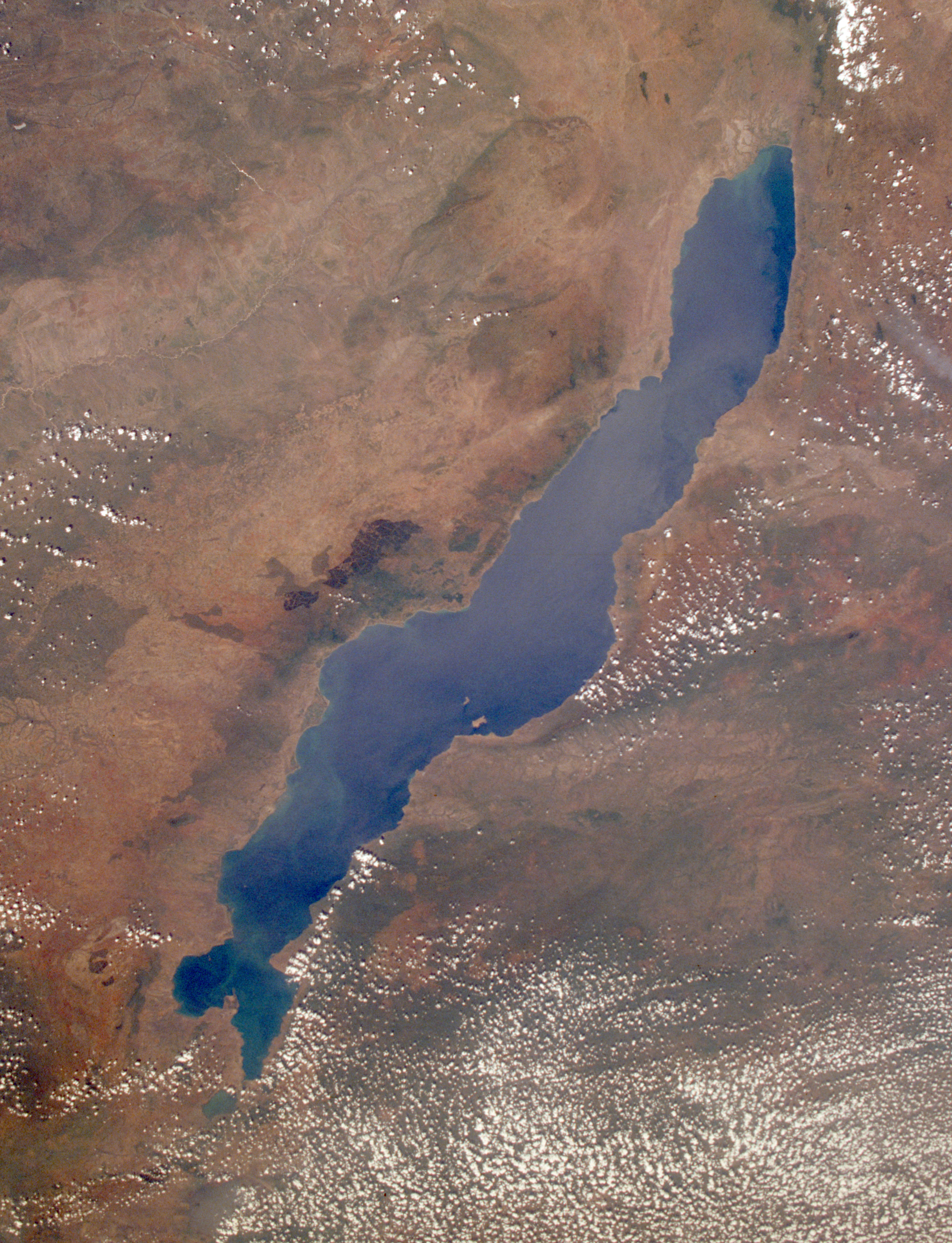
Vue sur le lac Malawi depuis une navette spatiale.

Le Grand Rift traverse le pays du nord au sud. Dans cette dépression se trouve le lac Malawi, troisième plus grand lac d’Afrique (qui couvre 20 % du territoire). À l’extrémité méridionale du lac prend naissance la rivière Shire, qui se jette dans le fleuve Zambèze 400 km plus au sud, au Mozambique. À l'est et à l'ouest, le Grand Rift est surplombé par de vastes et hauts plateaux s’élevant de 900 à 1 200 m d'altitude.
Le pays est principalement constitué de hauts plateaux (ils occupent les trois quarts du pays). Ceux du nord et du centre, étagés jusqu'à 2 000 m, dominent le lac Malawi et s'achèvent par un escarpement tombant directement dans le lac ou surplombant une plaine côtière (plateaux de Nyika – qui culmine à 2 605 m au pic de Nganda – et de Vipya). Au sud, on trouve des fossés tectoniques qui prolongent celui du lac Malawi (vallée de la Shire et bassin du lac Chilwa), isolant  les hauts plateaux de la Shire, les monts Phirilongwé, le plateau de Zomba et les montagnes du massif Mulanje (dont le pic Sapitwa est, à 3 002 m d'altitude, le point culminant du pays). À l'extrême sud du pays, la plaine s'étend de 60 à 90 m d'altitude. C’est là que se trouve la plus importante densité de population de l’Afrique subsaharienne.
Les îles Likoma et Chizumulu appartiennent au Malawi, bien qu’elles se trouvent dans les eaux territoriales du Mozambique, où elles forment une exclave.

### Climat
Le climat du Malawi est essentiellement tropical, mais est influencé par la présence du lac Malawi et le relief.
La saison des pluies dure de novembre jusqu’en avril. De mai à octobre, les précipitations deviennent très rares. D’octobre à mai, le climat est chaud et humide le long de la côte du lac, ainsi que dans la vallée de la Shire et dans la zone de Lilongwe ; l’humidité dans le reste du pays est plus faible. Les températures sont fortement influencées par l'altitude. Les extrêmes en matière de températures moyennes sont 28 °C et 10 °C sur les plateaux et 32 °C et 14 °C dans les plaines de la vallée du rift. Les températures les plus hautes sont constatées en octobre-novembre et les plus basses en juin-juillet.
Le Malawi subit une intensification des phénomènes climatiques extrêmes marqués par sécheresse et pluies diluviennes.

#### Cyclone Freddy
Le cyclone Freddy s’est mué en tempête tropicale « modérée », dimanche 12 mars 2023, au-dessus du sud du Malawi. « Cet événement est complètement unique. Il n’y a pas d’équivalent d’un cyclone ayant touché par quatre fois des terres habitées avec des impacts sensibles », observe Emmanuel Cloppet, directeur de Météo-France pour l’océan Indien. Le cyclone  a fait plus de 463 morts en Afrique australe, dont 360 au Malawi, où plus d’un demi-million de personnes ont été touchées par la catastrophe.

### Végétation
Le pays est partout recouvert de savane boisée de type forêts claires à miombo (écorégion du miombo zambézien central), d'acacias et de baobabs. Les hauts plateaux abritent des paysages de dambos, caractérisés par des graminées, des joncs et du carex. Les plus hautes altitudes (monts Mulanje, Ntchisi) offrent un paysage d'afromontane typique,.

### Villes
Population des principales villes au recensement du 3 septembre 2020 :
- Lilongwe : 989 318 habitants
- Blantyre : 800 264
- Mzuzu : 221 272
- Zomba : 105 013

## Histoire

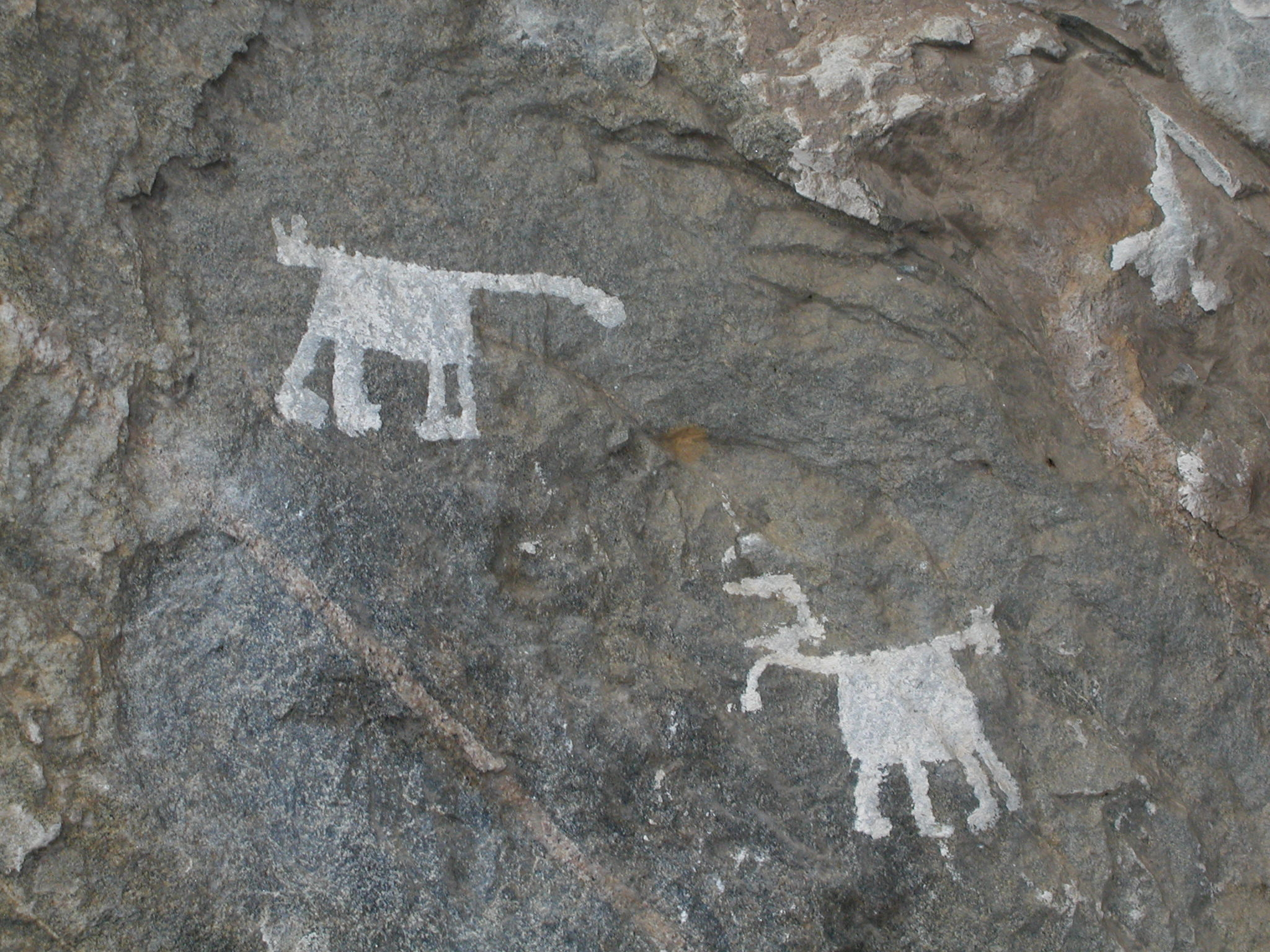
Art rupestre de Chongoni.

### De la préhistoire à l'époque coloniale

Le royaume maravi à son apogée, au XVIIe siècle.

L’occupation par des hominidés remonte à deux millions et demi d’années. Les bords du lac sont habités par des populations préhistoriques entre 50 000 et 60 000 av. J.-C. Des ossements datant d’environ 8 000 ans av. J.-C. permettent de déduire que les caractéristiques physiques de la population locale étaient similaires aux ethnies qui habitent aujourd’hui la corne de l’Afrique. Un autre site daté de 1500 av. J.-C. abrite des restes présentant des similitudes avec les San.
La région de ce qui est de nos jours le Malawi abrite donc une population de chasseurs-cueilleurs lorsqu'arrivent des vagues de peuples bantous, venus du nord, à compter du début de l'ère chrétienne,. Bien que la plupart des peuples bantous aient continué vers le sud, certains restent de façon permanente et fondent des groupes ethniques unifiés autour de la notion d'ancêtres communs. Vers le xiiie siècle arrivent les Maravis, des Bantous ; ils s'établissent et, vers 1500, le royaume maravi domine la région. À son apogée, aux xvie et xviie siècles, il s'étend depuis Nkhotakota au nord, jusqu'au Zambèze et du lac Malawi à la rivière Luangwa, dans l'actuelle Zambie.
Peu après 1600, les chefs de clans commencent à commercer et à faire des alliances avec les commerçants et les membres de l'armée portugaise. En 1700, le royaume est divisé en zones contrôlées chacune par un groupe ethnique. Le commerce des esclaves bat son plein dans les années 1800 ; environ 20 000 personnes sont réduites en esclavage et déportées chaque année, alimentant notamment l'important port négrier de Kilwa.
David Livingstone (1813-1873), explorateur et missionnaire, remonte la rivière Shire puis parvient au lac en 1859. Dans son sillage, l’Église presbytérienne écossaise établit autour du lac plusieurs missions, afin d'appuyer la « mission civilisatrice » de la colonisation et d'endiguer la traite négrière,, mais ce commerce continue jusqu’à la fin du XIXe siècle.
En 1878, des commerçants originaires de Glasgow fondent l'African Lakes Corporation, une compagnie créée pour assurer l’approvisionnement des missions. D’autres Européens suivent pour commercer, cultiver et chasser. En 1891, les Britanniques fondent le protectorat de l’Afrique centrale britannique et, en 1907, le protectorat du Nyassaland (Nyassa en langue Yao veut dire « lac » ; c’est un des noms du lac Malawi, aujourd’hui encore appelé Nyasa ou Niassa).
Une rébellion éclate en 1915, menée par le pasteur John Chilembwe, et prend un caractère explicitement anticolonialiste. Elle est violemment écrasée par les troupes britanniques.
Les Britanniques maintiennent leur domination sur cette région pendant toute la première moitié du XXe siècle, en s’opposant à de nombreuses tentatives d'indépendance de la part des habitants. Une élite africaine ayant étudié dans les écoles d’Europe et des États-Unis émerge, permettant la création, en 1944, du Nyasaland African Congress (NAC).
En 1953, le Nyassaland entre dans la fédération de Rhodésie et du Nyassaland, avec la Rhodésie du Nord et la Rhodésie du Sud. Les colons et les compagnies minières soutiennent ce regroupement afin de préparer une indépendance sous domination blanche, sur le modèle sud-africain.
En 1958, le docteur Hastings Kamuzu Banda (qui avait obtenu son doctorat en médecine aux États-Unis en 1937) retourne au Malawi et devient leader du NAC, qu’il transforme en Parti du congrès du Malawi (MCP).
Il participe à la conférence constitutionnelle à Londres. Lors des élections du 15 avril 1961, le MCP remporte une victoire écrasante au Conseil législatif, obtenant aussi le contrôle du Conseil exécutif du Nyassaland.

### Indépendance
En 1962, le gouvernement britannique accorde l’autodétermination au Nyassaland. Banda devient premier ministre le 1er février 1963, alors que les Britanniques contrôlent encore le système financier, la sécurité et le système juridique du pays. La fédération de Rhodésie et du Nyasaland est dissoute le 31 décembre 1963 et, le 6 juillet 1964, l’indépendance du Malawi est proclamée. Le droit malawite s'applique alors. Le pays adhère au Commonwealth. Deux ans après, le Malawi adopte une nouvelle constitution avec un parti unique, et Banda comme premier président. En 1970, Banda est déclaré président à vie du MCP, et en 1971 président à vie du Malawi. L’aile paramilitaire du MCP (les jeunes pionniers) contribue à maintenir le pays sous un régime autoritaire jusqu’en 1990.
Les pressions des Églises du Malawi et de la communauté internationale imposent au régime un référendum le 14 juin 1993, à l'occasion duquel les Malawites votent en faveur d’un régime démocratique pluraliste.
Le 17 mai 1994, les premières élections libres donnent la victoire au Front démocratique uni (United Democratic Front - UDF) de Bakili Muluzi, qui s’unit avec l’Alliance pour la démocratie (Alliance for Democracy - AFORD). Muluzi est élu président en battant le chef de l'État sortant. Malgré la dissolution de la coalition en 1996, Muluzi et ses partisans restent au gouvernement.
En 1995, Muluzi reçoit de la Lincoln University du Missouri le titre de docteur honoris causa. Il rédige une nouvelle constitution abrogeant les privilèges résiduels du MCP. Le 15 juin 1999, il est réélu, contre une coalition constituée du MCP et de l’AFORD.
En mai 2004, le candidat à la présidence de l’UDF, Bingu wa Mutharika, bat le candidat du MCP. Malgré cela l’UDF n’a pas la majorité au Parlement et forme un « gouvernement d’unité nationale ». Bingu wa Mutharika quitte l’UDF, officiellement à cause d’une significative divergence de vue à propos de la campagne anticorruption amorcée par le président. Le président Bingu wa Mutharika est réélu en mai 2009. À son décès, le 6 avril 2012, il est remplacé par la vice-présidente de la République, Joyce Banda. Peter Mutharika, frère de Bingu wa Mutharika, lui succède à la présidence le 31 mai 2014. Il est réélu pour un deuxième mandat lors de l’élection présidentielle de 2019, dans un scrutin serré. L'opposition dénonce des résultats frauduleux. Le 3 février 2020, la cour constitutionnelle, constatant des irrégularités, annule l'élection. Le 23 juin, Lazarus Chakwera remporte largement la nouvelle élection présidentielle avec 59,34% des voix. Il devance Mutharika, qui cumule 39,92 % des voix.

## Politique
Depuis 1994 le Malawi est ouvert au multipartisme. Conformément à la constitution de 1995, le président de la République est élu au suffrage universel, tous les cinq ans. Les membres du cabinet présidentiel sont choisis par le président de la République. L’Assemblée nationale est composée de 193 députés (dont quelques femmes) élus pour cinq ans.
La Constitution prévoit également un Sénat de 80 sièges, qui représente toutes les régions ainsi que des groupes ayant des intérêts spécifiques, comme les jeunes, les handicapés ; mais cette institution n’existe pas encore. La Constitution prévoit un système judiciaire indépendant, basé sur le modèle anglais, avec une Cour de premier niveau, une Haute Cour, et une Cour suprême d’appel.
L’administration locale est divisée en districts, sous la responsabilité d’un gouverneur nommé par le gouvernement central ; lors des premières élections locales de 2000, le Front démocratique uni (UDF) a remporté 70 % des sièges.

### Forces armées
Le Malawi dispose d'une force de défense constituée de 25 500 personnes actives et dont le budget s'élève à 9,5 millions de dollars, soit 0,76 % du PNB. Le président Lazarus Chakwera en est commandant en chef.
Sa modeste armée de l'air comprend entre autres; 2 Eurocopter SA330 Puma, 1 Eurocopter AS365 Dauphin, 2 Basler BT-67, 3 Dornier 228 et 1 Dassault Falcon 900 affecté au transport VIP.

### Subdivisions

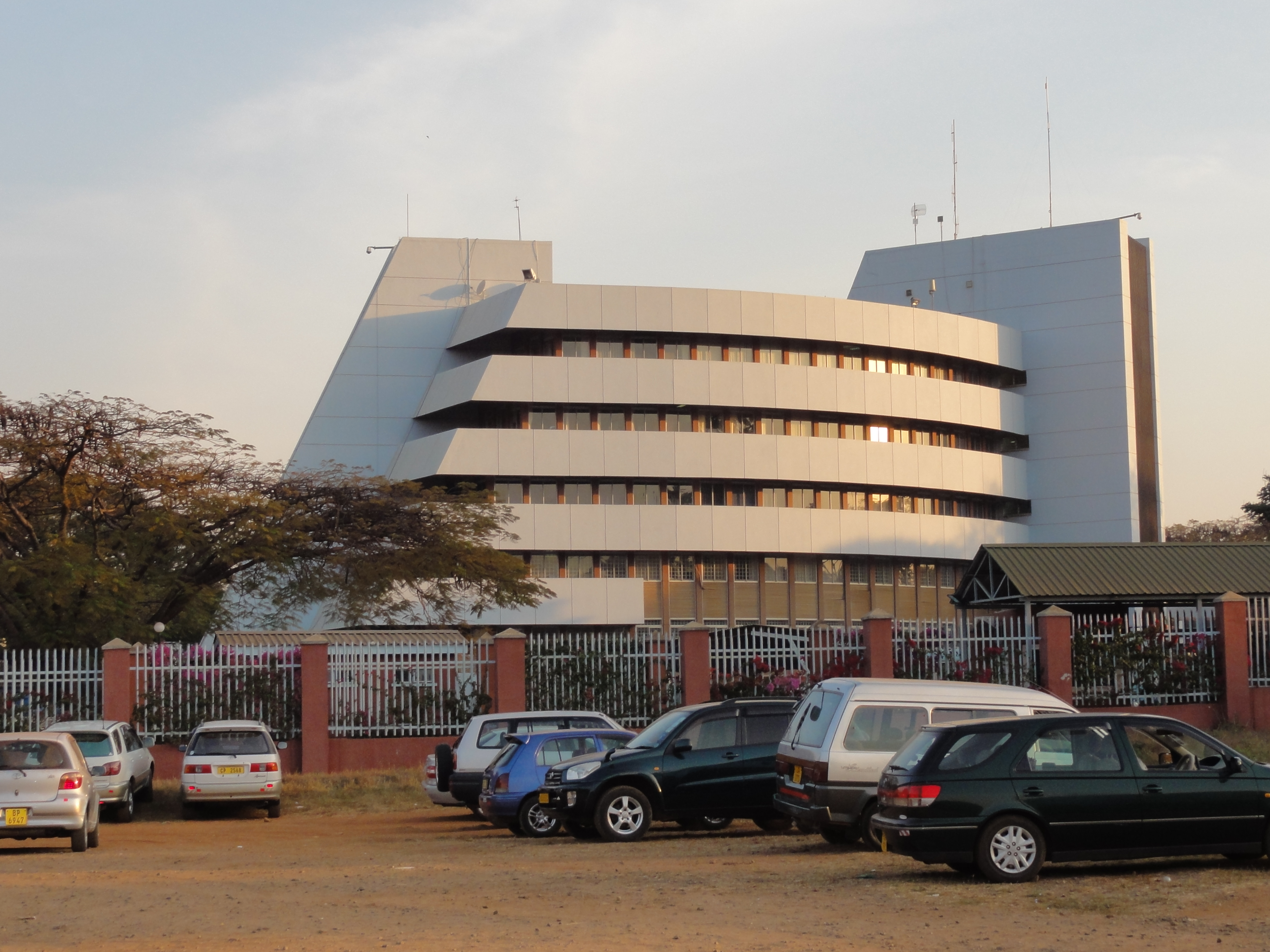
Lilongwe est la capitale et la plus grande ville du Malawi.

Le Malawi est divisé en trois régions, comprenant 28 districts, 137 divisions et 68 sous-divisions[réf. souhaitée].
Les trois régions sont Northern, Central et Southern.
Les 28 districts sont Balaka, Blantyre, Chikwawa, Chiradzulu, Chitipa, Dedza, Dowa, Karonga, Kasungu, Likoma, Lilongwe, Machinga, Mangochi, Mchinji, Mulanje, Mwanza, Mzimba, Nkhata Bay, Nkhotakota, Nsanje, Ntcheu, Ntchisi, Phalombe, Rumphi, Salima, Thyolo, Zomba, Neno.

## Économie

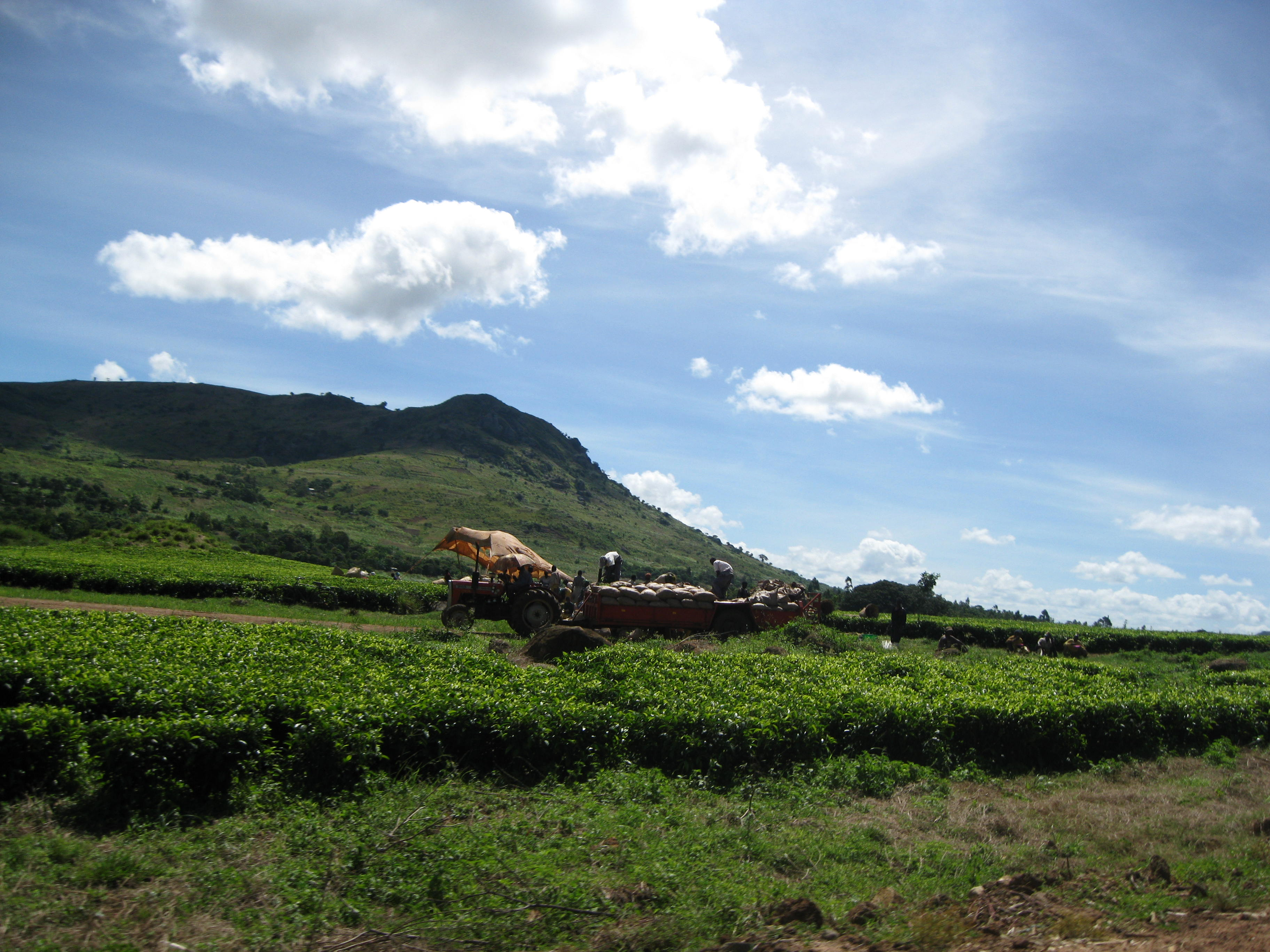
Plantation de thé dans la région de Mulanje en 2009.

L’économie du Malawi repose essentiellement sur l’agriculture, qui représente près de 30 % de son PIB et plus de 80 % de ses recettes d'exportation. C'est le pays africain qui investit la plus forte proportion de son PIB dans ce secteur. Sa population réside à 85 % en zone rurale et « 89 % de la population active occupe des postes informels, 91 % de ces emplois se trouvant en zone rurale. » C'est l'un des pays les plus pauvres du monde avec le PIB par habitant le plus bas de la planète en 2013 et un indice de développement humain qui le situe à la 169e place mondiale (sur 191) en 2021,,,.

### Production agricole
La production agricole du pays est très fluctuante du fait des importants aléas climatiques qui l'affectent, alternant inondations et sécheresse,.
Le pays produit du tabac, la principale exportation agricole, laquelle génère, à elle seule, 70 % des recettes en devises du pays, malgré une production fluctuante et une rentabilité globalement en baisse. C'est le septième producteur mondial en 2013 et le deuxième africain. Sa production utilise massivement le travail des enfants, dont 80 000 seraient mis à contribution pour produire au plus bas coût,. C'est ensuite le troisième producteur africain de thé ; 90 % de sa production est exportée, elle représente 10 % des recettes d'exportations agricoles du pays[réf. souhaitée]. Il fait aussi partie des premiers producteurs de coton d'Afrique, mais sa production ne cesse de décroître. Au titre des productions majeures, le Malawi est exportateur net de sucre et il fabrique aussi de l’éthanol, à usage de biocarburant, qui est une production d'avenir, portée par un plan visant à diminuer la dépendance du pays au pétrole. Enfin, le maïs, produit de base de l'alimentation, est essentiel à sa sécurité alimentaire ; les aléas climatiques qui affectent sa production ont des effets dévastateurs en générant des crises alimentaires,. Les cyclones, en particulier, peuvent être violents : Freddy, qui a frappé en mars 2023, a causé plus de 1 000 morts et de très importantes destructions.

### Industrie minière
La seule exploitation minière à grande échelle au Malawi était la mine d'uranium de Kayelekera gérée par Paladin. Mais l'extraction est stoppée depuis début 2014, du fait de la baisse des prix de l'uranium et du manque de rentabilité,,.
Les sols du Malawi recèlent aussi du charbon et des minéraux naturels rares dont l'exploitation est envisagée pour compenser les pertes fiscales liées à l'arrêt de la mine d'uranium.

### Activité touristique

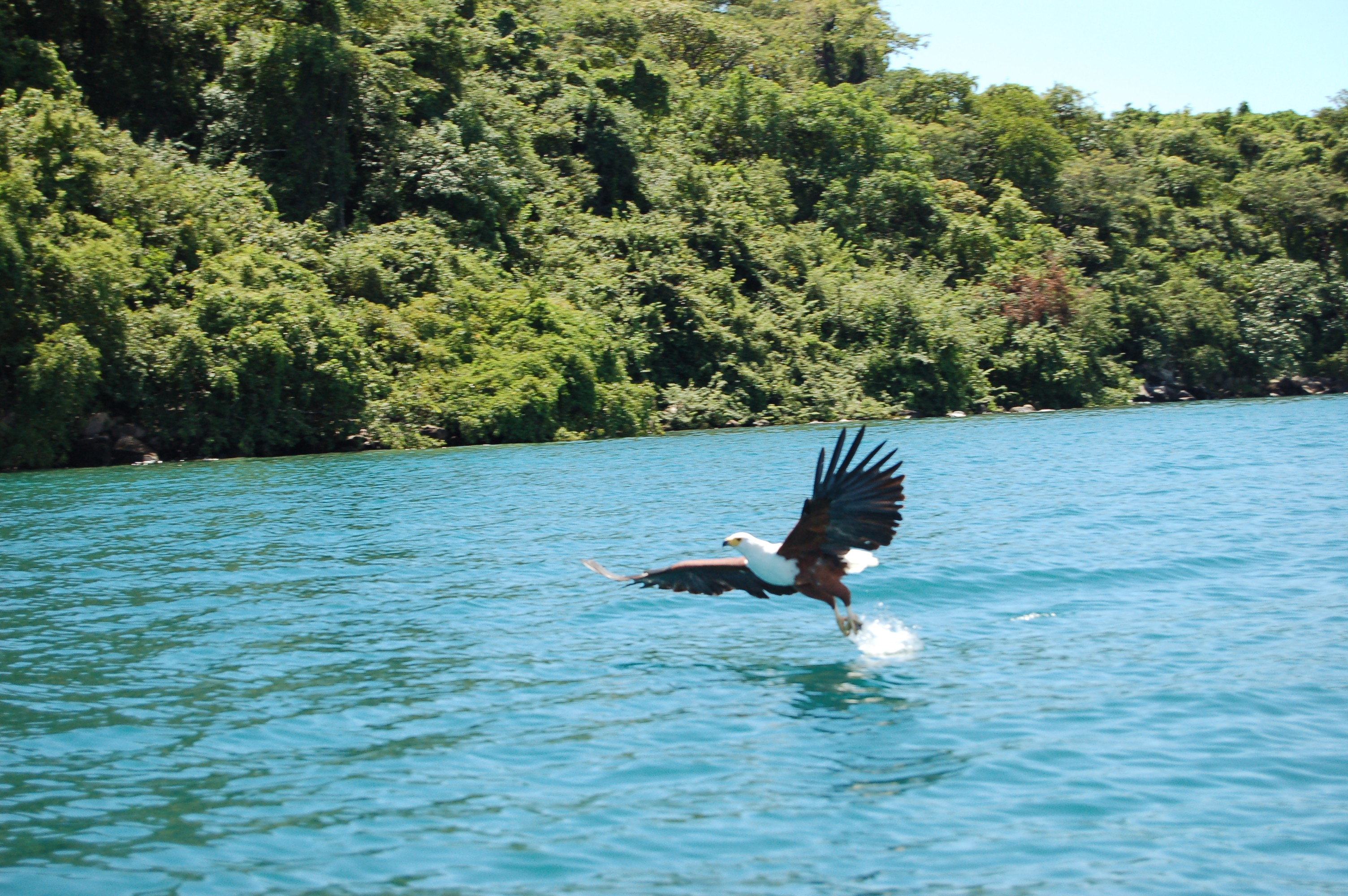
Un aigle pêcheur d'Afrique, symbole du Malawi

#### Écotourisme
Le Malawi propose plusieurs sites dédiés à l'écotourisme. L'île de Mumbo est une île vierge tropicale, inhabitée une grande partie de l'année, se situant au milieu du grand lac Malawi, d'un diamètre de un kilomètre, près de la rive Sud. On y trouve une grande diversité botanique. Le parc national de Liwonde est un parc national situé sur la rive Est de la rivière Shire. On peut y trouver de multiples mammifères comme des éléphants ou des hippopotames ou encore plusieurs lions, ainsi que des crocodiles et des caïmans et encore des aigles pêcheurs d'Afrique. Le Lilongwe Wildlilfe Trust est un centre animalier, inauguré en 2007, qui recueille des animaux blessés ou orphelins. Mais ce dernier permet également aux visiteurs de pouvoir observer ces animaux.

#### Tourisme culturel
Blantyre, ancienne capitale du pays, est une ville située dans la région Sud du Malawi, peuplée d'environ un million d'habitants, créée à la fin du dix-neuvième siècle. On peut y trouver l'église Saint-Michel-et-tous-les-Anges. La légende locale veut que les bâtisseurs de cette église n'avaient ni expérience ni connaissance dans l'architecture et dans la maçonnerie lors de la construction de cet édifice, et que c'est grâce à leur volonté qu'ils ont réussi. Au Sud, Lilongwe, « la vieille ville », actuelle capitale, est semblable à la plupart des petites villes africaines, où les bâtiments résidentiels, commerciaux et industriels sont mélangés.

## Population

### Démographie

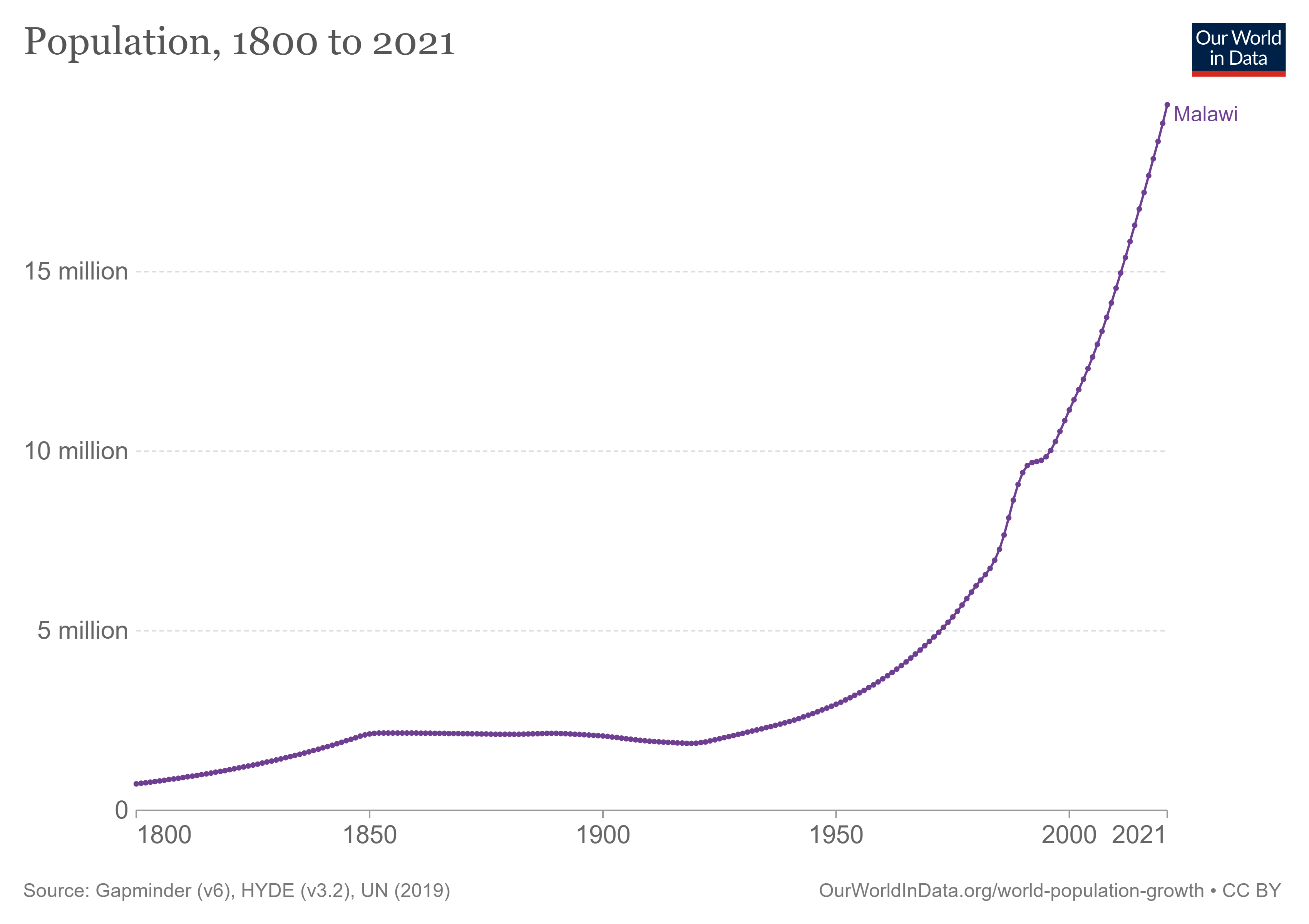
Évolution démographique du Malawi.

La population compte 18 091 575 habitants en 2016, dont 85 % en zone rurale. La population est inégalement répartie. Les hautes terres du nord et du centre sont peu peuplées, contrairement aux dépressions du sud. La croissance démographique est forte (environ 3 % par an)[réf. nécessaire].

### Ethnies et langues
Composée d'ethnies bantouphones, la population, noire à 95 %, se compose de Chewas (35,1 %), Lomwé (18,9 %), Yaos (13,1 %), Ngoni (12 %), Tumbuka (9,4 %), Sena (3,5 %), Tongas (1,8 %), Nyanja (1 %), Ngonde (0,9 %) et autres dont des Européens et des Asiatiques (1,8 %), selon une estimation de 2015-2016[réf. nécessaire].
Les langues officielles sont l'anglais et le chichewa, appelé aussi nyanja, une langue bantoue. Les autres langues bantoues parlées par la population sont le tumbuka, le yao et le ngoni.

### Éducation
La part des dépenses pour l'éducation parmi les dépenses du gouvernement dans la période 1998–2007 était de 12 % et représentait 5,4 % du PIB pour la période 2008-2010, ce qui est plus élevé que pour les pays au développement comparable.
L'école primaire dure huit ans, de 6 à 13 ans. Elle est gratuite mais pas obligatoire. L'enseignement secondaire dure quatre ans et se termine par le MSCE, Malawi School Certificate Examination. La durée des études supérieures est variable. L'admission à l'université est basée sur la performance individuelle au MSCE et sur les examens d'entrée à l'université.
Le système scolaire est caractérisé par des taux d'abandons et de redoublements très élevés, par une inégalité sociale très forte et par une inégalité entre les sexes qui aboutit à un taux d'analphabétisme à l'âge adulte plus élevé parmi les femmes (30 % contre 25,7 % pour les hommes).

### Santé
En 2017 (estimation), l’espérance de vie est de 59,7 ans pour les hommes et de 63,8 ans pour les femmes, soit 61,7 ans pour l'ensemble de la population. Actuellement, la principale cause de mortalité est l’infection due au VIH et ses complications, qui frappent une grande partie de la population jeune-adulte. En effet, en 2007, on comptait 68 000 décès liés à cette maladie. Mais d'autres maladies graves touchent le Malawi et font des dégâts non négligeables à sa population, telles que la pneumonie bactérienne, la tuberculose, le paludisme et la lèpre pour les plus connues[réf. nécessaire].
Les albinos sont l'objet de discriminations, d'assassinats et d'enlèvements au Malawi. Les os des albinos « seraient vendus à des guérisseurs traditionnels au Malawi et au Mozambique pour concocter des potions magiques censées apporter la richesse ou la chance. Ce commerce macabre est aussi alimenté par la croyance que les os des albinos contiennent de l’or ».

### Femmes
Le Malawi figure à la 142e position sur 160 pays testés par l'indice d'inégalité de genre établi par l'ONU. Plus de 40 % des filles malawiennes sont mariées avant leur majorité. Un mariage forcé a par ailleurs cinquante fois plus de risques d'arriver que leur entrée à l'université.
Bien qu'officiellement interdits en 2013, des camps d'« initiation sexuelle » pour filles à peine pubères existent au Malawi. Concernant essentiellement les familles des zones rurales des districts du sud, ils accueillent ces très jeunes filles, envoyées par leurs parents, où elles sont violées. Les hommes qui s'occupent d'elles (surnommés les « hyènes ») sont payés par les familles. Cette tradition vise aussi à leur inculquer quelques règles d'hygiène et de planification familiale (par exemple cacher aux hommes ses menstruations) mais aucun enseignement sur l'appareil génital féminin, la procréation, la contraception ou la transmission du SIDA n'est dispensé. Le sujet de ces camps est tabou dans le pays.
Malgré une loi de la période coloniale qui dispose que la sorcellerie n'est pas un crime, des femmes sont encore accusées de la pratiquer. Elles risquent le lynchage ou la mort sociale. Elizabeth Chioza Nkhoma, qui a fait l'objet d'accusations infondées à ce sujet, déclare : « Les autorités s’en fichent. [...] « Beaucoup de policiers et de juges y croient dur comme fer ».

## Culture

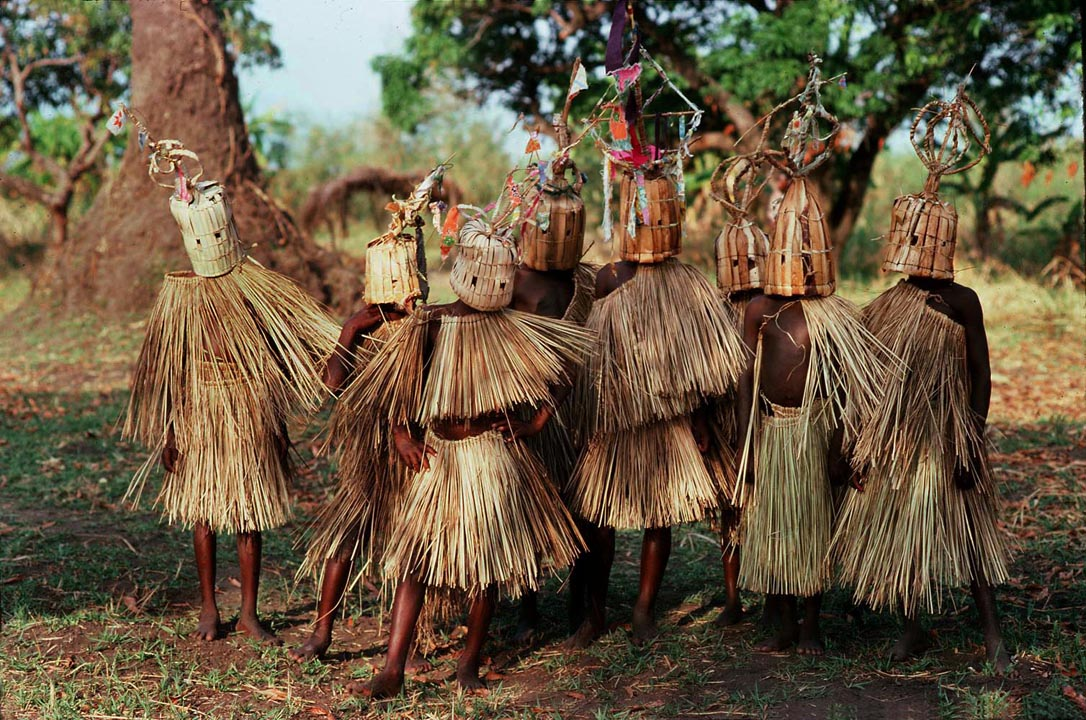
Un rite d'initiation au Malawi.

### Religions
Selon un recensement de 2018:
- chrétiens : 77,3 % :
  - catholiques : 17,2 % ;
  - presbytériens: 14,2% ;

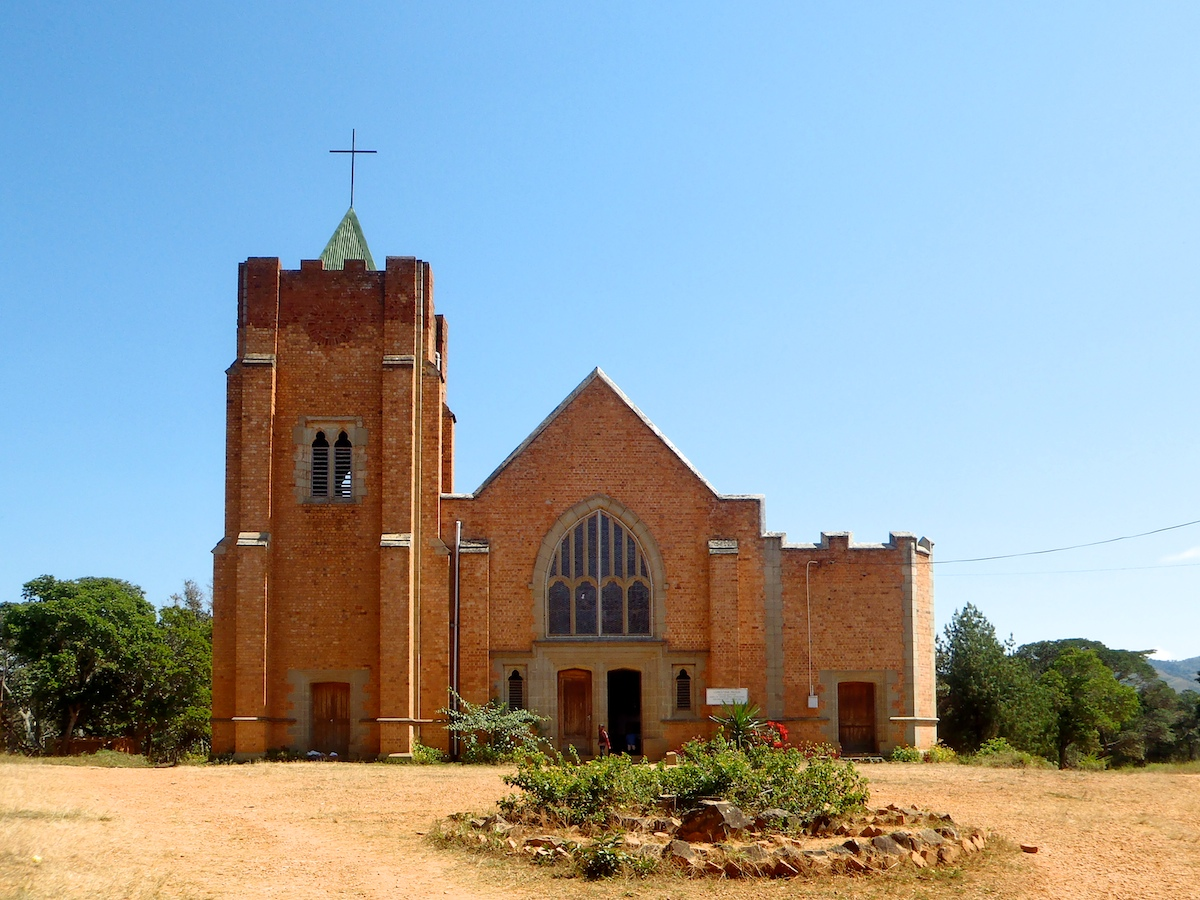
Église de la mission à Livingstonia.

  - adventistes du septième jour et baptistes : 9,4% ;
  - pentecôtistes : 7,6% ;
  - anglicans : 2,3% ;
  - autres chrétiens : 26,6 % (principalement des églises africaines) ;
- musulmans : 13,8 % ;
- animisme (religions traditionnelles africaines) : 1,1 % ;
- autres : 5,7% ;
- sans religion : 2,1 %.

Les musulmans sont presque tous concentrés dans le sud du pays, et les missions protestantes dans le nord, siège de la mission de Livingstonia. Le président du pays, Lazarus Chakwera, est un ancien pasteur pentecôtiste.
Le Malawi est le principal pays où se pratique le Nyau, ensemble de pratiques et société secrète fondés sur une cosmogonie propre. Ces pratiques comprennent notamment des danses dont l'une, le Gule Wamkulu, fait partie de la liste des quatre-vingt dix chefs-d'œuvre du patrimoine oral et immatériel de l'humanité de l'UNESCO.

### Alimentation
La nourriture de base du pays est le nsima, un plat à base de farine de maïs qui se présente sous la forme de purée blanche. Il figure depuis 2017 sur la liste représentative du patrimoine culturel immatériel de l'humanité.

### Sport
Le Malawi possède une équipe nationale de football. Elle l'occupe le 131e rang dans le classement de la FIFA, en 2024.

## Personnalités
- Upile Chisala
- Shadreck Chikoti